# Yutmaru Sar
El Yutmaru Sar (en hindi: युतमरु सर) es una montaña de 7330 m de altura, ubicada en la subcordillera Hispar Muztagh, del Karakórum, en la región de Gilgit-Baltistán, Pakistán.

## Ubicación
El Yutmaru Sar se encuentra al occidente del Kanjut Sar, y al sur del Yukshin Gardan Sar. Al suroeste está el Pumari Chhish. Debajo de la cara Sur del Yutmaru Sar comienza el glaciar Yutmaru Noreste (o Jutmo), que fluye hacia el sur, hasta el glaciar Hispar. En la cara poniente del Yutmaru Sar y el Yukshin Gardan Sar, se encuentra el área de alimentación del glaciar Yazghil. El Yukshin Gardan Sar, el Yutmaru Sar y el Kanjut Sar (de oeste a este) forman un semicírculo abierto hacia el norte, desde el cual el glaciar Yukshin-Gardan fluye hacia el valle de Shimshal.

## Ascensiones
La primera ascensión exitosa al Yutmaru Sar fue en 1980 por una expedición japonesa de 5 miembros. El 22 de julio, los escaladores Masahiro Motegi, Tadao Sugimoto y Yu Watanabe llegaron a la cumbre. La ruta de ascenso los llevó desde Nagar y el glaciar Yutmaru, un collado en la arista Oeste hasta la arista Norte y de ahí a la cumbre.